# パオラ・エスピノサ
パオラ・ミラグロス・エスピノサ・サンチェス（Paola Milagros Espinosa Sánchez, 1986年7月31日 - ）は、メキシコのバハ・カリフォルニア・スル州のラパス出身の飛込競技選手。
2004年アテネオリンピックと2008年北京オリンピックにおいて飛び込みのメキシコ代表に選ばれている。北京オリンピックではメキシコの選手団の旗手をつとめ、競技では10mシンクロナイズド高飛び込みにおいてタチアナ・オルティスと共に銅メダルを獲得している。
2009年のローマ世界選手権では高飛び込みで金メダルを獲得した。